# Cephalosphen buettneri
Cephalosphen buettneri är en tvåvingeart som först beskrevs av Günther Enderlein 1922.  Cephalosphen buettneri ingår i släktet Cephalosphen och familjen skridflugor.
Artens utbredningsområde är Togo. Inga underarter finns listade i Catalogue of Life.